# 恐怖の空中殺人
『恐怖の空中殺人』（きょうふのくうちゅうさつじん）は、1956年12月26日に公開された映画。製作は東映（東京撮影所）。84分

## スタッフ
- 企画：坪井与、玉木潤一郎、植木照男
- 監督：小林恒夫
- 脚本：高岩肇
- 撮影：西川庄衛
- 音楽：仁木他喜雄
- 美術：森幹男
- 録音：加瀬寿士
- 照明：元持秀雄、森沢淑明

## キャスト
- 田川鉄太郎：片岡千恵蔵
- 西沢さゆり：江利チエミ
- 西沢あけみ：中原ひとみ
- 大木照美：日高澄子
- 島田寿夫：高倉健
- 水原仙介：佐々木孝丸
- 劉元章：山村聡
- 川上刑事部長：宇佐美諄
- 熊野捜査一課長：神田隆
- 山村刑事：高木二朗
- 里見：岡田英次
- 沼崎：花澤徳衛
- 加賀：藤井貢
- 井村：萩原満
- 中北：片岡栄二郎
- 佐倉：岩城力
- ヘンリイ・ウェルマン：ヴィクトル・スタルヒン
- 陳：南原伸二
- 聰：朝比奈浩
- 宋：沢彰謙
- 操縦士：片山滉